# Canton de Gavray
Le canton de Gavray est une ancienne division administrative française, située dans le département de la Manche et la région Basse-Normandie.

## Représentation

### Conseillers d'arrondissement (de 1833 à 1940)
| Période                                  | Période | Identité                       | Étiquette | Qualité |
| ---------------------------------------- | ------- | ------------------------------ | --------- | --- |
| 1833                                     | 1833    | Jean Baptiste Quesnel-Canveaux |           | Colonel de la Garde nationale, Coutances, élu également dans le canton de Coutances                         |
| 1833                                     | 1848    | M. Briens                      |           | Propriétaire, maire du Mesnil-Amand                                                                         |
|                                          |         |                                |           | |
| 1913                                     |         | Léon Néel                      |           | Maire de Gavray                                                                                             |
|                                          |         |                                |           | |
|                                          | 1940    | Léon Néel (1889-1959)          |           | Propriétaire, adjoint au maire de Gavray                                                                    |
| 1940                                     |         |                                |           | Les conseils d'arrondissement ont été suspendus par la loi du 12 octobre 1940 et n'ont jamais été réactivés |
| Les données manquantes sont à compléter. |         |                                |           | |

### Conseillers généraux de 1833 à 2015
| Période      | Période      | Identité                  | Étiquette                | Qualité                                                                                              |
| ------------ | ------------ | ------------------------- | ------------------------ | --- |
| 1833         | 1870         | Gilles Blouet             |                          | Magistrat, président du tribunal civil de Coutances                                                  |
| 1870         | 1901 (décès) | Frédéric Piel-Ferronnière | Droite                   | Maire du Mesnil-Amand                                                                                |
| 1901         | 1904 (décès) | Georges Le Mare           | Républicain Indépendant  | Propriétaire du château de Bréville et magistrat, député (1894-1898 et 1902-1904), maire de Bréville |
| 1904         | 1927 (décès) | Cyrille Lecaplain         | Républicain Progressiste | Notaire, maire de Hambye                                                                             |
| 1927         | 1940         | Henri Signeux             | RG                       | Médecin à Gavray                                                                                     |
|              |              |                           |                          | |
| 1945         | 1969 (décès) | Auguste Beck              | MRP puis CD              | Médecin, restaurateur de l'abbaye de Hambye (gendre du précédent)                                    |
| 22 juin 1969 | 1979 (décès) | Roland Vaudatin           | CD puis UDF              | Agriculteur, maire de Gavray                                                                         |
| 1980         | 2001         | Georges Carbonnel         | UDF                      | Agriculteur Maire de Ver                                                                             |
| 2001         | 2015         | Guy Nicolle               | MoDem puis UDI           | Agent général d'assurances, maire de Gavray depuis 1995                                              |

Le canton participe à l'élection du député de la troisième circonscription de la Manche, avant et après le redécoupage des circonscriptions pour 2012.

## Composition

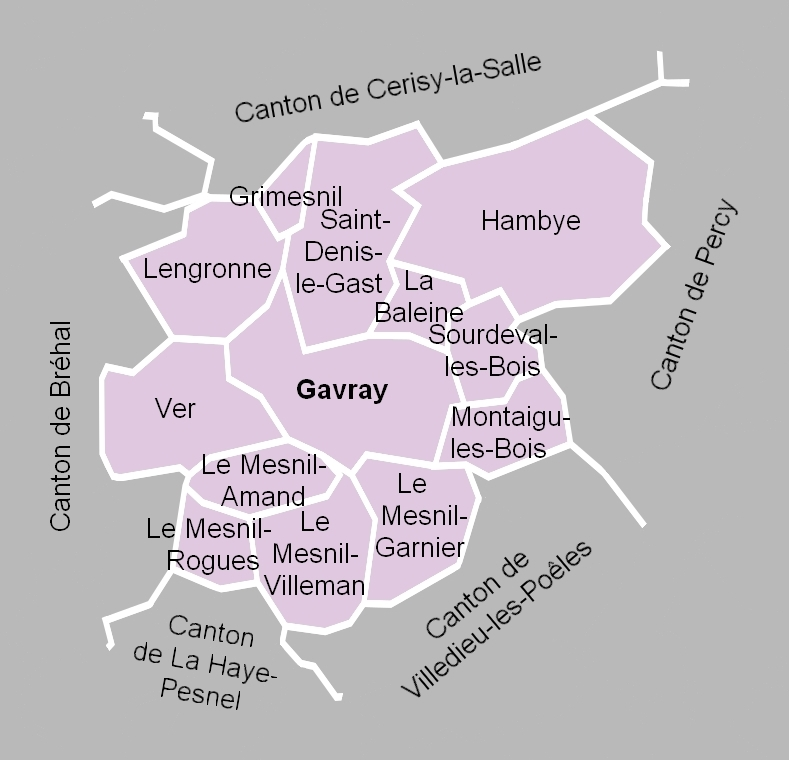
La carte des communes du canton. Les cantons limitrophes étaient ceux de Cerisy-la-Salle, de Percy, de Villedieu-les-Poêles, de La Haye-Pesnel et de Bréhal.

Le canton de Gavray comptait 5 439 habitants en 2012 (population municipale) et groupait treize communes :
- La Baleine ;
- Gavray ;
- Grimesnil ;
- Hambye ;
- Lengronne ;
- Le Mesnil-Amand ;
- Le Mesnil-Garnier ;
- Le Mesnil-Rogues ;
- Le Mesnil-Villeman ;
- Montaigu-les-Bois ;
- Saint-Denis-le-Gast ;
- Sourdeval-les-Bois ;
- Ver.

À la suite du redécoupage des cantons pour 2015, toutes les communes sont rattachées au canton de Quettreville-sur-Sienne.

### Anciennes communes
Les anciennes communes suivantes étaient incluses dans le territoire du canton de Gavray :
- Saint-André-du-Valjouais, absorbée entre 1795 et 1800 par Gavray.
- Pont-Flambart, absorbée entre 1795 et 1800 par Lengronne.
- Dracqueville, absorbée entre 1795 et 1800 par Le Mesnil-Villeman.
- Lorbehaye, absorbée entre 1795 et 1800 par Montaigu-les-Bois.
- Orbeville, absorbée entre 1795 et 1800 par Saint-Denis-le-Gast.
- Lahaye-Comtesse, absorbée entre 1795 et 1800 par Sourdeval-les-Bois.
- Le Mesnil-Bonant, associée  à Gavray le 1er janvier 1973. La fusion devient totale le 1er août 1988.

Le canton comprenait également une commune associée :
- Le Mesnil-Hue, associée à Gavray depuis le 1er janvier 1973.

Grimesnil s'est associée à Saint-Denis-le-Gast le 1er février 1973, puis a repris son indépendance le 1er janvier 1984.

## Démographie
| 1962  | 1968  | 1975  | 1982  | 1990  | 1999  | 2006  | 2011  | 2012  |
| ----- | ----- | ----- | ----- | ----- | ----- | ----- | ----- | ----- |
| 7 204 | 6 545 | 5 965 | 5 562 | 5 338 | 5 128 | 5 158 | 5 376 | 5 439 |